# サンビレッジ衣浦
サンビレッジ衣浦（サンビレッジきぬうら）は、愛知県碧南市広見町にあるクリーンセンター衣浦の余熱を利用した施設で衣浦衛生組合が運営している。

## 概要
1999年（平成11年）11月5日にオープンした。

### 所在地
愛知県碧南市広見町1丁目19-1

### 休館日
- 毎週月曜日(月曜日が国民の祝日にあたる場合は、その翌日の火曜日)
- 年末年始(12月29日～翌年1月4日)の期間。

※設備の清掃又は機械の保守点検により臨時に休館する場合あり。

### 営業時間
- 火曜日～金曜日　午前11時～午後9時
- 土・日曜日及び祝日　午前10時～午後9時

### 設備
- 室内温水プール
  - 25mプール(水深1.0m～1.2m)×5コース
  - 幼児プール(水深0.45m)
  - 子供プール(水深0.8m)
  - 幅広スライダー(高低差約1.8m)
  - ジャグジー
- 浴場
  - 白湯・寝湯・深湯
  - カルシウム人工温泉(炭酸カルシウム)
  - 露天風呂
- 卓球
  - 常時2面設置してある。

## 利用料金

### プール
- 大人　1回440円
- 小・中学生　1回220円

### 浴場
- 大人　1回440円
- 小・中学生　1回220円

### プール・浴場セット券
- 大人　1回550円
- 小・中学生　1回270円

### 卓球
- 卓球設備一式　1時間200円

※6歳(小学生)未満は無料。